# Turnix moucheté
Turnix maculosus
Espèce
Synonymes
- Turnix maculosa

Statut de conservation UICN

 LC  : Préoccupation mineure
Le Turnix moucheté (Turnix maculosus) est une espèce d'oiseaux charadriiformes, de la famille des Turnicidae. Il vit en Australie et dans le sud-est asiatique.

## Sous-espèces
D'après la classification de référence (version 14.1, 2024) de l'Union internationale des ornithologues, le Turnix moucheté possède 14 sous-espèces (ordre philogénique) :
- Turnix maculosus beccarii Salvadori, 1875 — Célèbes, îles Togian, Muna et Tomia (îles Tukangbesi) ;
- Turnix maculosus kinneari Neumann, 1939 — Peleng ;
- Turnix maculosus obiensis Sutter, 1955 — îles Obi, Babar et Kei ;
- Turnix maculosus sumbanus Sutter, 1955 — Sumba ;
- Turnix maculosus floresianus Sutter, 1955 — Sumbawa, Komodo, Padar et Florès ;
- Turnix maculosus maculosus (Temminck, 1815) — Rote Semau, Timor, Wetar, Kisar et Moa ;
- Turnix maculosus savuensis Sutter, 1955 — Savu ;
- Turnix maculosus saturatus Forbes, WA, 1882 — Nouvelle-Bretagne et îles du Duc-d'York ;
- Turnix maculosus furvus Parkes, 1949 — péninsule de Huon ;
- Turnix maculosus giluwensis Sims, 1954 — chaîne Centrale (Nouvelle-Guinée) ;
- Turnix maculosus horsbrughi Ingram, C, 1909 — sud de la Nouvelle-Guinée ;
- Turnix maculosus mayri Sutter, 1955 — Tagula et Veina (Louisiades) ;
- Turnix maculosus salomonis Mayr, 1938 — Guadalcanal ;
- Turnix maculosus melanotus (Gould, 1837) — nord/est de l'Australie.